# Західна увеа
Західна увеа (самоназва фагаувеа,  Fagauvea, Faga Uvea, Faga-Uvea) — одна з полінезійських мов, поширена на острові Увеа (один із островів Луайоте, Нова Каледонія) поряд із меланезійською мовою яї.
За даними 2009 року, західна увеа нараховувала 2219 носіїв у віці старше 14 років. Вони розселені переважно в північній та південній частинах острова Увеа, тоді як населення його центральних та північно-східних районів розмовляє меланезійською мовою яї (Iaai), в ряді районів поширена двомовність.
Увеанці з'явилися на островах Луайоте наприкінці XVII ст., вони прибули з острова Увеа, що в групі островів Волліс і Футуна.
Мова західна увеа має 27 приголосних і 9 голосних. На її фонологічну систему вплинула мова яї. Основний порядок слів у реченні: VSO (присудок — підмет — додаток). Виявляє спорідненість з волліською мовою (східна увеа), але за три століття контактів із меланезійсьою мовою зазнала значних фонетичних та лексичних змін.
Існує писемність на основі латиниці, складений словник. Мовою західна увеа на початку XX ст. була перекладена частина Біблії (вийшла друком 1903 року). Протягом 1953—2000 років було опубліковано ряд праць, присвячених дослідженням цієї мови. Місцеве відділення Академії канацьких мов вивчає мови яї та західна увеа.